# Geocoris howardi
Geocoris howardi är en insektsart som beskrevs av F. Jules Montandon 1908. Geocoris howardi ingår i släktet Geocoris och familjen Geocoridae. Inga underarter finns listade i Catalogue of Life.